# پدر متیو
پدر مَـتیو (انگلیسی: Father Matthew) یا پدر ماتئوش (لهستانی: Ojciec Mateusz؛ ‏ تلفظ لهستانی: اویچیـِتْسْ ماتئوش) یک مجموعهٔ تلویزیونی درام لهستانی است که در سال ۲۰۰۸ منتشر شد. این سریال در واقع نسخهٔ لهستانی یک سریال ایتالیایی به نام پدر ماتئو است و با الهام از آن ساخته شده‌است.

## بازیگران

### اصلی
- آرتور ژمیفسکی
- پیوتر پولک
- کینگا پرایس
- تامارا آرچیوخ
- میخاو پیلا
- سواوومیر اوژخوفسکی
- الکساندرا گورسکا
- دوروتا لاندوفسکا
- اریک لوبوس
- ووکاش لواندوفسکی
- پیوتر کوزووفسکی
- آرتور پونتک
- رافائو چیه‌شینسکی
- توماش ویننتسک
- الکساندرا یوستا
- پیوتر میازگا
- یندژی تارانک
- بارتوئومیئی فیرلت
- پائولینا خاپکو
- کاتاژینا بوراکوفسکا
- آنتونی تیشکیه‌ویچ
- ادیتا اولشوفکا
- یاکوب وسووفسکی
- هانا اشلشینسکا
- یوانا کوبرسکا

### فرعی و میهمان
- یرژی روگالسکی
- پیوتر ماخالیتسا
- پیوتر بوندیرا
- پیوتر پرنگوفسکی
- پیوتر ژورافسکی
- هالینا بِدناش
- یان پیه‌خوچینسکی
- اریک کولم
- یانوش اونوفروویچ
- توماش بورکوفسکی
- پیوتر اسکیبا
- کاژیمیش مازور
- ماگدالنا روژاینسکا
- ماتئوش موشیه‌ویچ
- میخاو میکووایچاک
- میخاو مِـیِر
- یان الکساندروویچ-کراسکو
- یاتسک بورکوفسکی
- توماش بواشاک
- داگمارا بونک
- سیلویا بورونی
- ماتئوش روشین
- کامیلا اوژندوفسکا
- وویچیخ چروینسکی
- پیوتر گرابوفسکی
- هالینا اسکوچینسکا
- آنیتا یانچا
- والدمار بواشچیک
- نیکودم رزبیتسکی
- زوزانا لیت
- دانوتا بورسوک
- کاتاژینا پیرشچونیک
- بئاتا اُلگا کووالسکا
- کارول پوخچ
- ویسواف کوماسا
- پیوتر نواک
- پشمیسواف بلوشچ
- ووجیمیش آدامسکی
- یان مونچکا
- سواوومیر پاتسک
- توماش تیندیک
- یژی واپینسکی
- یوآنا بالاش
- ماگدالنا تورچنیه‌ویچ
- اِوا کولاشینسکا
- آلدونا یانکوفسکا
- روبرت وابیخ
- روبرت کوشوتسکی
- الکساندر میلیچویچ
- ماچئی موسیاو
- آرکادیوش دِتمر
- داریوش شیاستاچ
- آندژی گرابارچیک
- آدام زدرویکوفسکی
- یاکوب زدرویکوفسکی
- هنریک نیه‌بودک
- رادوسواف کشیژوفسکی
- پیوتر بوروفسکی
- پیوتر چیرووس
- شیمون کوشمیدر
- نوربرت راکوفسکی
- ادوین پتریکات
- گژگوش ماوِتسکی
- آگنیشکا چکاینسکا
- هوبرت اوربانسکی
- آگنیشکا پِشِـپیورسکا
- کریستینا کوئوجِـیچیک
- گراژینا ماژتس
- یاکوب پشبیندوفسکی
- آرکادیوش نادر
- زوفیا دومالیک
- یولیتا کوژوشک-بورسوک
- ووکاش گارلیتسکی
- کشیشتف دراچ
- کشیشتف شچپانیاک
- میکووای رُزنرسکی
- یاتسک کناپ
- الکساندرا پیسولا
- آندژی گائوا
- میکووای چیشلاک
- میخاو وُدارچیک
- آرتور یانوشاک
- شیمون پیوتر وارشافسکی
- یان مونچکا
- ماگدالنا امیلیانوویچ
- ماچئی میکووایچیک
- مارک بارباشیویچ
- استانیسواف باناشوک
- هانا میکوچ
- داریوش کوردِک
- کریستینا رودکوفسکا-اوله‌ویچ
- رومن گانتسارچیک
- بئاتا کافکا
- آرتور جورمان
- پیوتر استراموفسکی
- یوآنا کوپینسکا
- ماگدالنا کوتا
- روبرت چبوتار
- میخاو برایتن‌والد
- پیوتر شِـیکا
- دوبرومیر دیمتسکی
- یانوش خابیور
- پیوتر زِلت
- تادئوش بروفسکی
- مارتا دامبروفسکا
- آرکادیوش یانیچک
- ماچئی مارچفسکی
- مونیکا بوخوویتس
- مارِک شودیم
- ماگدالنا والیگورسکا-لیشیتسکا
- آندژی نِـیمان
- ماوگوژاتا اوستروفسکا-کرولیکوفسکا
- یواخیم لامژا
- آگنیشکا میخالسکا
- هوبرت زدونیاک
- هانا کوناروفسکا
- مارتا کلوبوویچ
- رافائو مور
- وویچیخ کالاروس
- فیلیپ پوآویاک
- یاتسک کاوالتس
- ادیتا خِربوش
- داریوش بیسکوپسکی
- پیوتر شیفکیـِویچ
- گژگوش کووالچیک
- آندژی کونوپکا
- یان یانکوفسکی
- یاتسک لنارتوویچ
- امیلیا کومارنیتسکا-کلینسترا
- مارتینا کلیشفسکا
- توماش ماندس
- ماریا گورالچیک
- مارچین سُسنوفسکی
- الکساندرا یوستا
- دوروتا ناروشویچ
- یادویگا گرین
- گراژینا ژیلینسکا
- رافائو ماچکوویاک
- پاوئو کرولیکوفسکی
- بارتوش اُبوخوویچ
- مارتا دوبتسکا
- آنا گورنوستای
- آنا چیِشلاک
- مونیکا کفیاتکوفسکا
- کاتاژینا گاوُنزکا
- ماریوش یاکوس
- کارولینا پُرکاری
- ماچئی روباکیویچ
- آندژی دِسکور
- والدمار چیشاک
- پاوئو بورچیک
- یاروسواف ژامویدا
- ماریا کِـلِـیدیش
- یاتسک کاوُتسکی
- اُلگا بوریس
- آنا اسمووُویک
- استانیسواف برودنی
- سزاری ووکاشویچ
- اِوا تِـلِـگا
- آندژی ماستالِـش
- آندژی نیمیرسکی
- لِـشِک زدونی
- ماچئی کوالفسکی
- آنجلیکا پیخوویاک
- لِـسواف ژورک
- یژی شیبال
- زبیگنیف لِـشِنی
- میخاو لِشِنی
- ماریوش درنژک
- پژمیسواف بلوشچ
- میه‌چیسواف مورانسکی
- میخاو میلوویچ
- سرگیوش ژیمئوکا
- کاتاژینا خشانوفسکا
- کاتاژینا بارگیه‌ووسکا
- کامیلا بار
- بوگدان کالوس
- کارینا سورین
- ماریا مامونا
- مارچین ترونسکی
- کاتاژینا وارنکه
- لخ دیبلیک
- آنتا تودورچوک-پرخوچ
- یوانا اُپوزدا
- ماگدالنا اسمالارا
- ماوگوژاتا لوینسکا
- الکساندرا چِـیِک
- میخاو چرنتسکی
- بوهدان وازوکا
- مارتا کومیک
- لشک پیسکورش
- مونیکا کشیفکوفسکا
- آنتونی کرولیکوفسکی
- رناتا پنکول
- کامیلا کامینسکا
- یوانا یژفسکا
- آنا ایبرسر
- کاتسپر کوشفسکی
- ماریوش زانیفسکی
- داوید زاوادزکی
- ماوگوژاتا کوزووُفسکا
- اِوا کُنستانتسیا بوئوخاک
- مایا بوخوشیه‌ویچ
- زوفیا زبوروفسکا
- یولانتا مروتک
- سیلویا ویسوتسکا
- یژی بونچاک
- پاتریتسیا شچپانوفسکا
- ماگدالنا واژخا
- میکلای کراوچیک
- ماگدالنا گناتوفسکا
- دوروتا کامینسکا
- بئاتا خروشچینسکا
- میخاو رولنیتسکی
- آگنیشکا سوخورا
- آگنیشکا وُسینسکا
- گژگوش وُنس
- سیلویا یوشچاک-کراوچیک
- سیلوستر ماچیفسکی
- تامارا آرچیوخ
- رادوسواف پازورا
- کاتاژینا وانیفسکا
- پیوتر اسکارگا
- لائورا وونچ
- سزاری مورافسکی
- توماش ساپریک
- اُلگا ساژینسکا
- کاتاژینا بویاکویچ
- دوروتا پومیکاوا
- یولیا رُسنوفسکا
- دوروتا دلونگ
- کاتاژینا ماچونگ
- کاتاژینا هرمان
- ویتولد ویلینسکی
- یاروسواف بوبرک
- کاتاژینا گالیتسا
- کینگا ایلگنر
- وویچیخ اسکیبینسکی
- مایا بارئوکوفسکا
- یوآنا شینکیویچ
- وویچیخ متسفالدوفسکی
- آنتونی پاولیتسکی
- آنا شیمانچیک
- ماگدالنا شیبال
- کامیل کولا
- پائولینا گاوونسکا
- ماگدالنا مودرا
- اوا زوئوتوفسکا
- اِوا بوکوفسکا
- یاتسک روزنک
- یاکوب مازورک
- روبرت کوراش
- پاوئو توماشفسکی
- مونیکا پیکووا
- سواوُمیر
- ماریا گوادگوفسکا
- آگنیشکا کاویورسکا
- آگنیشگا ویلگوش
- ماوگوژاتا بوگداینسکا
- ماوگوژاتا زایاژکوفسکا
- ماوگوژاتا بوچکوفسکا
- ادیتا اولشوفکا
- کارولینا کومینک
- ماگدالنا نیچ
- آندژی زابورسکی
- الکساندرا کیسیو
- آگنیشکا وارخولسکا
- دومنیکا اوستاووفسکا
- بئاتا خروشچینسکا
- زبیگنیف سوشنسکی
- کارولینا نولبژاک
- دوروتا خوتتسکا
- گراژینا بوئنتسکا-کولسکا
- کاتاژینا زاوادسکا
- بئاتا شچیباکوفنا
- ماچئی یاخوفسکی
- کاتاژینا کووچک
- توماش کارولاک
- رومن بوگای
- آدام فیدوشیویچ
- لئون خارِویچ
- آگنیشکا شینکیه‌ویچ
- الژبیتا رومانوفسکا
- الکساندر میکووایچاک
- کاتاژینا سافچوک
- ورونیکا خومای
- آندژی پیچنسکی
- یوآنا اورلئانسکا
- ماریا پاووئوفسکا
- کاتاژینا ژاک
- رابرت گونرا
- یولانتا فراشینسکا
- پیوتر گونسافکی
- سزاری ژاک
- اولینا سرافین
- کارولینا گورچیتسا
- بارتوش ژوکوفسکی
- بارتومیئی کاسپشیکوفسکی
- ناتالیا ریبیتسکا
- ایلونا اوستروفسکا
- پاوئو واوژتسکی
- کشیشتف استلماژیک
- گابریلا اوبربک
- پاوئو دوماگاوا
- اوا گاوریلوک
- پیوتر روگوتسکی
- ماریا نیکلینسکا
- میلنا سوشینسکا
- آنا پروس
- آنا کوژیک
- مارتا ژمودا تژبیاتوفسکا
- لائورا برژکا
- کاتاژینا آنکودوویچ
- ورونیکا کشیانژکیه‌ویچ
- مارچین روگاتسویچ
- ناتالیا لِـش
- میخالینا سوسنا
- لشک لیخوتا
- یولیا کیوفسکا
- ماگدالنا گورسکا
- گژگوش دامینتسکی
- آندژی پرسیگس
- توماش ددک
- پائولینا خروشچل
- مارتا خودوروفسکا
- الژبیتا یاروشیک
- آنا یاروشیک
- یوآنا کوروفسکا
- آلدونا اورمان
- آدام وُرونوویچ
- آگنیشکا ژولفسکا
- ونسا الکساندر
- زبیگنیف والریش
- زجیسواف واردین
- ویتولد دنبیتسکی
- ماریوش بوناشفسکی
- ادوارد لینده-لوباشنکو
- مارتا نیرداکیویچ
- سباستیان کنراد
- میخاو ژورافسکی
- میروسواف هانیشفسکی
- توماش وئوسوک
- ماگدالنا چروینسکا
- مارتا شچیسوویچ
- ایزابلا دونبروفسکا
- دومینیکا کلوژنیاک
- ماریا دنبسکا
- کاتاژینا کویاتکوفسکا
- باربارا ویپیخ
- دومینیکا کاخلیک
- اُلگا بونچیک
- ماریا پاکولنیس
- الکساندرا شفد
- هنریک تالار
- بئاتا فیدو
- آنا گریتسویچ
- گراژینا استراخوتا
- میئوگوست رچک
- مارچین چارنیک
- پیوتر شفدس
- کارولینا پیخوتا
- بوژنا استاخورا
- الکساندرا نیشپیلاک
- سیلویا گلیوا
- کاتاژینا گنیفکوفسکا
- تادئوش خودتسکی
- آگنیشکا ویندووخا
- اِوا شیکولسکا
- اِوا گوژلاک-جیدوخ
- بارتوش گلنر
- آرتور کرایفسکی
- آندژی گاورونسکی
- یوآنا مورو
- وویچیخ سولاش
- سباستیان استانکیه‌ویچ
- آندژی آندژیفسکی